# Olga Vymetálková
Olga Vymetálková, rozená Blahotová (* 24. ledna 1976) je bývalá profesionální česká tenistka, která se na okruzích pohybovala v letech 1993–2012.

## Finálové účasti na turnajích WTA (2)

### Čtyřhra – prohra ve finále (2)
| Č. | Datum          | Turnaj               | Povrch | Partnerka            | Soupeřky ve finále                       | Výsledek    |
| -- | -------------- | -------------------- | ------ | -------------------- | ---------------------------------------- | ----------- |
| 1. | 1. březen 2004 | Acapulco, Mexiko     | tvrdý  | Gabriela Navrátilová | Lisa McSheaová Milagros Sequeraová       | 2-6 7-6 6-4 |
| 2. | 12. duben 2004 | Estoril, Portugalsko | antuka | Gabriela Navrátilová | Emmanuelle Gagliardiová Janette Husárová | 6-3 6-2     |